# Protocole E91
 (avril 2020).
Si vous disposez d'ouvrages ou d'articles de référence ou si vous connaissez des sites web de qualité traitant du thème abordé ici, merci de compléter l'article en donnant les références utiles à sa vérifiabilité et en les liant à la section « Notes et références ».
 (avril 2020).
- Si vous ne connaissez pas le sujet, laissez ce bandeau (vous pouvez alors contacter les auteurs).
- Si vous supprimez le contenu mis en cause (vous pouvez préalablement contacter les auteurs),

argumentez précisément cette suppression dans la page de discussion
(un manque de référence n'est pas un argument ; une recherche réelle de référence doit avoir été effectuée, être formellement documentée).
Le protocole E91 est publié en 1991 par Ekert. Il utilise un autre principe que celui utilisé dans les deux protocoles BB84 ou B92.

## Polarisation et intrication
Les photons peuvent être polarisés de différentes manières. On peut déterminer la polarisation d'un photon, ou la fixer s'il est dans un état superposé, en le faisant passer par des polariseurs (comme un cristal de calcite), dont le chemin de sortie, parmi deux possibles, dépend de sa polarisation. Le polariseur peut être incliné de différentes manières. Ici, nous ne retiendrons que deux modes : le mode droit R et le mode diagonal D (inclinaison à 45°).
On appelle intrication la propriété quantique qu'ont deux objets quantiques à ne constituer qu'un seul système. La mesure d'un état de l'un des deux objets quantiques de la paire intriquée détermine le résultat de la mesure du même état sur l'autre objet quantique de la même paire intriquée. Ces états sont représentés par des fonctions d'onde non-factorisables.

## Échange de la clef
Dans ce protocole-ci, Alice et Bob vont faire passer des particules intriquées dans leur polariseur ayant des orientations aléatoires, chacun possédant un des photons de chaque paire intriquée. Ainsi, pour une même orientation, les résultats de mesure seront les mêmes pour Alice et pour Bob : 0Q à 50 % ou 1Q à 50 %. Pour 11 photons, on a le tableau suivant :
| Rang des photons :                  | 1         | 1         | 2                                            | 2                                            | 3                                | 3                                | 4         | 4         | 5                                            | 5                                            | 6         | 6         | 7                                | 7                                | 8                                | 8                                | 9                                | 9                                | 10                               | 10                               | 11                               | 11                               |
| Orientation du polariseur d’Alice : | R         | R         | R                                            | R                                            | D                                | D                                | R         | R         | R                                            | R                                            | R         | R         | D                                | D                                | D                                | D                                | D                                | D                                | D                                | D                                | D                                | D                                |
| Résultats d’Alice :                 | → à 50 %  | ↑ à 50 %  | → à 50 %                                     | ↑ à 50 %                                     | {\displaystyle \nearrow } à 50 % | {\displaystyle \searrow } à 50 % | → à 50 %  | ↑ à 50 %  | → à 50 %                                     | ↑ à 50 %                                     | → à 50 %  | ↑ à 50 %  | {\displaystyle \nearrow } à 50 % | {\displaystyle \searrow } à 50 % | {\displaystyle \nearrow } à 50 % | {\displaystyle \searrow } à 50 % | → à 50 %                         | ↑ à 50 %                         | {\displaystyle \nearrow } à 50 % | {\displaystyle \searrow } à 50 % | {\displaystyle \nearrow } à 50 % | {\displaystyle \searrow } à 50 % |
| Qubit lu par Alice :                | 0Q à 50 % | 1Q à 50 % | 0Q à 50 %                                    | 1Q à 50 %                                    | 0Q à 50 %                        | 1Q à 50 %                        | 0Q à 50 % | 1Q à 50 % | 0Q à 50 %                                    | 1Q à 50 %                                    | 0Q à 50 % | 1Q à 50 % | 0Q à 50 %                        | 1Q à 50 %                        | 0Q à 50 %                        | 1Q à 50 %                        | 0Q à 50 %                        | 1Q à 50 %                        | 0Q à 50 %                        | 1Q à 50 %                        | 0Q à 50 %                        | 1Q à 50 %                        |
| Orientation du polariseur de Bob :  | R         | R         | D                                            | D                                            | R                                | R                                | R         | R         | D                                            | D                                            | R         | R         | D                                | D                                | R                                | R                                | D                                | D                                | D                                | D                                | R                                | R                                |
| Résultat de Bob :                   | → à 50 %  | ↑ à 50 %  | {\displaystyle \nearrow } à 50 % ou ↘ à 50 % | {\displaystyle \nearrow } à 50 % ou ↘ à 50 % | → à 50 % ou ↑ à 50 %             | → à 50 % ou ↑ à 50 %             | → à 50 %  | ↑ à 50 %  | {\displaystyle \nearrow } à 50 % ou ↘ à 50 % | {\displaystyle \nearrow } à 50 % ou ↘ à 50 % | → à 50 %  | ↑ à 50 %  | {\displaystyle \nearrow } à 50 % | {\displaystyle \searrow } à 50 % | → à 50 % ou ↑ à 50 %             | → à 50 % ou ↑ à 50 %             | {\displaystyle \nearrow } à 50 % | {\displaystyle \searrow } à 50 % | {\displaystyle \nearrow } à 50 % | {\displaystyle \searrow } à 50 % | → à 50 % ou ↑ à 50 %             | → à 50 % ou ↑ à 50 %             |
| Qubit lu par Bob :                  | 0Q à 50 % | 1Q à 50 % | 0Q à 50 % ou 1Q à 50 %                       | 0Q à 50 % ou 1Q à 50 %                       | 0Q à 50 % ou 1Q à 50 %           | 0Q à 50 % ou 1Q à 50 %           | 0Q à 50 % | 1Q à 50 % | 0Q à 50 % ou 1Q à 50 %                       | 0Q à 50 % ou 1Q à 50 %                       | 0Q à 50 % | 1Q à 50 % | 0Q à 50 %                        | 1Q à 50 %                        | 0Q à 50 % ou 1Q à 50 %           | 0Q à 50 % ou 1Q à 50 %           | 0Q à 50 %                        | 1Q à 50 %                        | 0Q à 50 %                        | 1Q à 50 %                        | 0Q à 50 % ou 1Q à 50 %           | 0Q à 50 % ou 1Q à 50 %           |
| Coïncidence des lectures :          | 100 %     | 100 %     | 50 %                                         | 50 %                                         | 50 %                             | 50 %                             | 100 %     | 100 %     | 50 %                                         | 50 %                                         | 100 %     | 100 %     | 100 %                            | 100 %                            | 50 %                             | 50 %                             | 100 %                            | 100 %                            | 100 %                            | 100 %                            | 50 %                             | 50 %                             |
| Bit de la clef :                    | 0 ou 1    | 0 ou 1    | _                                            | _                                            | _                                | _                                | 0 ou 1    | 0 ou 1    | _                                            | _                                            | 0 ou 1    | 0 ou 1    | 0 ou 1                           | 0 ou 1                           | _                                | _                                | 0 ou 1                           | 0 ou 1                           | 0 ou 1                           | 0 ou 1                           | _                                | _                                |

Ainsi, après s’être échangé leurs orientations respectives, ils possèdent leur clef secrète : les bits pour lesquels les qubits des photons ont été mesurés par Alice et par Bob avec la même orientation de polariseur. En effet, comme les paires étaient intriquées, la mesure de l'un des photons de la paire fixe l'état pour le deuxième.

## La détection de l'espionnage
Nommons Eve une personne voulant espionner la clef d'Alice et de Bob. Alors elle procédera par interception des photons de la paire envoyée par Bob. Elle en mesurera les états de polarisation, en choisissant des polarisations aléatoires, comme Alice et Bob. Cela fait, elle enverra les photons à Bob.
Quatre cas se présentent pour un photon. Premièrement et deuxièmement, si Alice et Bob n'ont pas la même orientation de leur polariseur respectif, ils n'utiliseront de toute façon pas le photon, quelle que soit l'orientation d'Eve. Troisièmement, si Alice, Bob et Eve ont la même orientation, alors ils auront les mêmes qubits associés et l'espionnage ne pourra pas être détecté grâce à ce photon. Dernièrement, si Alice et Bob ont la même orientation et qu'Eve choisit l'autre orientation, alors il y aura probablement introduction d'erreur, détectable par un échantillon test.

### Introduction de l'erreur
En effet, supposons que pour un photon, Alice ait l'orientation R et qu'elle ait mesuré l'état →. Alors, Eve, avec le photon de Bob, aura de fixé l'état →. Avec le mode D, elle mesurera ensuite aléatoirement {\displaystyle \nearrow } ou ↘ . Or cela constitue la mesure d'une autre propriété quantique, également avec une indétermination théorique de 0%. Cela n'est pas possible, en vertu du Principe d'incertitude d'Heisenberg, ce qui va entraîner un "retour aux états superposés"  pour les états du mode R (→ et ↑) : lors de la mesure de Bob du photon selon le mode R, il mesurera aléatoirement l'un des deux états → ou ↑, avec une probabilité respective de 0,5. Il y a donc une probabilité de 0,5 que Bob mesure un état différent de celui d'Alice, à savoir ici l'état ↑. Dans ce cas, on parle d'introduction de l'erreur.

### Détection de l'erreur
Pour détecter cette erreur, Alice et Bob vont se mettre d'accord pour éventer le secret de la polarisation de certains des qubits de leur clef, via un canal classique. Normalement, ils auront la même polarisation puisque les photons des paires étaient intriqués. Mais puisque Eve a introduit une erreur, Bob aura pu mesurer un autre état que celui mesuré par Alice. Ainsi, ils se douteront de quelque chose lorsque, confrontant leurs résultats pour les qubits tests, ils n'auront pas les mêmes résultats de mesure. Ainsi, si cela se reproduit trop souvent, ils jetteront la clef. La probabilité de l'introduction puis de la détection de l'erreur tend vers 1 quand le nombre de qubits de l'échantillon test prend de grandes valeurs. Si rien n'est détecté pour un assez important échantillon de qubits tests, on peut donc en conclure que la clef d'Alice et de Bob n'a sûrement pas été espionnée. Ils jetteront alors les qubits tests et utiliseront les autres pour avoir leur clef finale.